# Hexametilfosforamida
Hexametilfosforamida, frequentemente abreviada na literatura em inglês HMPA(de hexamethylphosphoramide) , é uma fosforamida (i.e. uma amida de ácido fosfórico) com a fórmula [(CH3)2N]3PO. Este líquido incolor é um solvente aprótico polar útil e aditivo em síntese orgânica.

## Estrutura e reatividade
HMPA é o óxido da altamente básica fosfina tertiária triamida hexametilfosforosa (HMPT), P(NMe2)3. Como outros óxido de fosfina (e.g., óxido de trifenilfosfina), a molécula tem um centro tetraédrico e uma ligação P-O que é altamente polarizada, com carga negativa significativa residindo no átomo de oxigênio.
Compostos contendo uma ligação nitrogênio-fósforo tipicamente são degradados por ácido clorídrico formando uma amina protonada e fosfato.

## Aplicações
HMPA é um solvente especialmente para polímeros, gases, e compostos organometálicos. Melhora a seletividade das reações de litiação por quebra dos oligômeros de bases de lítio tais como butil-lítio. Devido a HMPA solvatar seletivamente cátions, acelera de outra forma as lentas reações SN2 por geração de mais ânions "nus". Os centros de nitrogênio básicos no  HMPA coordena fortemente o Li+.
HMPA é um ligando nos reagentes úteis baseados em complexos de peróxido de molibdênio, e.g., MoO(O2)2(HMPA)(H2O) é usado como um oxidante em síntese orgânica.

## Reagentes alternativos
Sulfóxido de dimetilo pode frequentemente ser usado no lugar de HMPA como um solvente. Ambos são aceptores de ligação de hidrogênio fortes, e seus átomos de oxigênio ligam-se a cátions metálicos. Outras alternativas a HMPA incluem as tetra-alquilureias e as alquilureias cíclicas como DMPU.

## Toxicidade
HMPA é apenas medianamente tóxico, mas demonstrou causar câncer nasal em ratos. Ainda assim, muitos químicos orgânicos consideram a HMPA como uma molécula excepcionalmente perigosa devido à sua conhecida carcinogenicidade e evitam seu uso quando possível. A HMPA pode ser degradada em compostos menos tóxicos pela ação de ácido clorídrico. Para uso em laboratório, pode ser substituída pelo solvente menos carcinogênico DMI (1,3-dimetil-2-imidazolidinona).